# Matrimonio igualitario en Maryland
El matrimonio igualitario en el estado estadounidense de Maryland es legal desde el 1 de enero de 2013. La Ley de Protección del Matrimonio Civil fue firmada por el gobernador Martin O'Malley el 1 de marzo de 2012, dándole a parejas del mismo sexo la posibilidad de obtener una licencia de matrimonio civil y que las instituciones religiosas estarán protegidas contra la realización de cualquier matrimonio en violación de su doctrina. El 6 de noviembre de 2012, los votantes confirmaron la ley por la que se aprueba la votación de la Pregunta 6, convirtiéndose en uno de los primeros estados de EE. UU. para legalizar el matrimonio entre personas del mismo sexo a través del voto popular.

## Historial jurídico

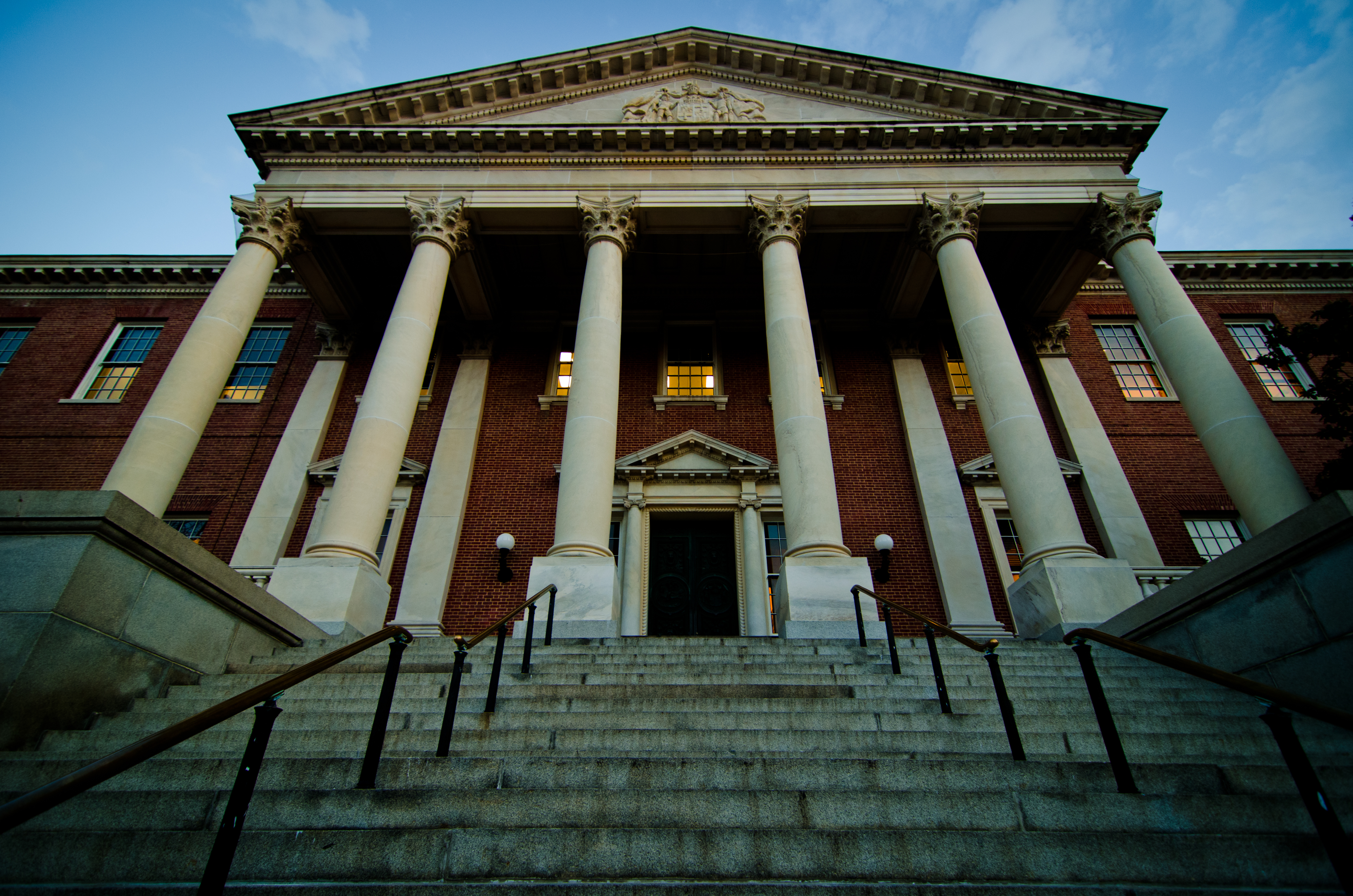
La Casa del Estado de Maryland, el lugar de reunión de la Asamblea General de Maryland en Annapolis

### Fondo
Maryland ocupa un lugar único en la historia del matrimonio igualitario en los Estados Unidos. En 1973, se convirtió en el primer estado de EE. UU. en definir el matrimonio como "una unión entre un hombre y una mujer", prohibiendo expresamente el matrimonio igualitario. La Asamblea General de Maryland aprobó la ley poco tiempo después de que los votantes del estado ratificaran el Artículo 46 de la Declaración de Derechos de Maryland, comúnmente conocida como la Enmienda de Igualdad de Derechos, en noviembre de 1972. La disposición constitucional prohibía la discriminación en la igualdad de derechos por motivos de sexo. En 1975, se expidió una licencia de matrimonio a dos mujeres, Michele Bernadette Bush y Paulette Camille Hill, en el condado de Montgomery. Aunque el secretario del condado había expedido la licencia y el fiscal general Francis B. Burch había publicado una opinión según la cual los funcionarios del condado no podían impugnar la validez del matrimonio, la licencia fue posteriormente revocada.
Durante la década de 1990, los intentos de prohibir y legalizar el matrimonio igualitario no pasaron por la Asamblea General. Después de que un comité de la Cámara de Delegados de Maryland votó en marzo de 2004 para rechazar un par de proyectos de ley sobre el matrimonio que habrían presentado una enmienda constitucional contra el matrimonio igualitarios a los votantes e invalidado los matrimonios igualitarios celebrados en otro estado o país extranjero, la American Civil Liberties Union (ACLU) y Equality Maryland presentaron una demanda, Deane & Polyak v. Conaway, para impugnar la ley vigente en nombre de nueve parejas del mismo sexo y un hombre en duelo cuya pareja había fallecido. Las demandantes principales, de quienes el caso recibió su nombre, fueron Gita Deane, especialista en aprendizaje en Goucher College, y su compañera Lisa Polyak, ingeniera ambiental del Departamento Médico del Ejército de EE. UU. Las demandantes habían solicitado licencias de matrimonio en varios condados diferentes, pero los secretarios del condado les negaron la solicitud. En su demanda, las demandantes argumentaron que la prohibición legal del estado sobre el matrimonio igualitario violaba las protecciones constitucionales del debido proceso, la igualdad y las prohibiciones contra la discriminación sexual en los artículos 24 y 46 de la Declaración de Derechos de Maryland.
En enero de 2006, la jueza del Tribunal de Circuito de Baltimore M. Brooke Murdock otorgó sentencia sumaria a las demandantes, escribiendo que "la ley de familia §2-201 viola el Artículo 46 de la Declaración de Derechos de Maryland porque discrimina, basándose en el género, contra una clase sospechosa y no está diseñada específicamente para servir a ningún interés gubernamental imperioso". Ella añadió que "la tradición y los valores sociales por sí solos no pueden sustentar adecuadamente una clasificación estatutaria discriminatoria", porque "cuando la tradición es el disfraz bajo el cual se esconde el prejuicio o la animosidad, no es un interés estatal legítimo". El juez suspendió inmediatamente la decisión en espera de una apelación por parte del Fiscal General de Maryland, J. Joseph Curran Jr., que ocurrió más tarde ese día.
Si bien la decisión fue apoyada por los demandantes, los grupos de derechos de las personas gays y sus partidarios, incluidos más de 100 líderes religiosos y defensores del bienestar infantil en todo el estado que presentaron escritos amicus, otros líderes religiosos locales y ministros evangélicos estaban molestos por la decisión y buscaron que los legisladores estatales propusieran una prohibición constitucional del matrimonio igualitario. Esta enmienda fue apoyada por el gobernador Bob Ehrlich, quien dijo: "Mi política sobre esto es muy clara. Vamos a proteger el matrimonio. El matrimonio tradicional". En febrero de 2006, la prohibición propuesta fue rechazada después de que los oponentes la modificaron con éxito para legalizar las uniones civiles. En consecuencia, el delegado Don Dwyer presentó una resolución para enjuiciar a la jueza Murdock en 2006, alegando "mala conducta en el cargo, negligencia [intencionada] en el cumplimiento del deber e incompetencia" por su decisión en el tribunal de primera instancia. En 2007, presentó una ley que prohibiría la discusión sobre las uniones entre personas del mismo sexo en las escuelas públicas. Un legislador dijo: "Es un claro intento de intimidar a los jueces y hacer que el poder judicial esté subordinado a la legislatura", y Michael Conroy, expresidente del Colegio de Abogados del Estado de Maryland, dijo que "no existe ninguna base de hecho o de derecho que respalde ninguna sugerencia de acusar a Murdock por su reciente decisión sobre el matrimonio igualitario". David Rocah, abogado de la ACLU, calificó la resolución como "una respuesta frívola, peligrosa y extremista de la periferia lunática". Ninguna de las medidas logró ser aprobada por el comité.

### Conaway v. Deane & Polyak
El Tribunal de Apelaciones, el tribunal más alto de Maryland, aceptó escuchar la apelación del estado en 2006, pasando por alto al tribunal intermedio. Para sorpresa de los espectadores, durante la audiencia oral, que tuvo lugar el 4 de diciembre de 2006, prácticamente no hubo preguntas por parte de los jueces, lo que provocó especulaciones de que el tribunal pudo haber tomado la apelación solo para revertir el fallo del Tribunal de Circuito. El 18 de septiembre de 2007, el tribunal emitió su decisión en Conaway v. Deane & Polyak, revocando el fallo del tribunal de primera instancia a favor de los demandantes en una decisión de 4 a 3 y sosteniendo que la prohibición legal del matrimonio igualitario no violaba la Constitución de Maryland.
El juez Glenn T. Harrell Jr., escribió que, debido a que el estatuto prohibía por igual a hombres y mujeres casarse con parejas del mismo sexo, no era discriminatorio por motivos de sexo y, por lo tanto, no violaba la Enmienda de Igualdad de Derechos (ERA, por sus siglas en inglés) como habían argumentado los demandantes. El juez Harrell dijo que la ERA tenía por objeto prohibir la discriminación sexual contra las mujeres y no se aplicaba a este caso, que según él era una cuestión de orientación sexual. La jueza Lynne A. Battaglia escribió una opinión disidente en la que afirma que los estatutos y ordenanzas de Maryland que prohíben la discriminación basada en la orientación sexual, además de la falta de prohibición de la adopción homoparental y su reconocimiento de las parejas del mismo sexo como co-padres, respaldan el argumento de que negar a las parejas del mismo sexo comprometidas todos los beneficios y privilegios del matrimonio no está relacionado con ningún interés gubernamental racional. La jueza Battaglia dijo que habría remitido el caso al tribunal de circuito para un juicio completo a fin de resolver lo que consideraba una cuestión fáctica central: si el estado podía demostrar que tenía un "amplio interés social" en mantener el matrimonio en la forma tradicional. La opinión disidente del juez principal Robert M. Bell criticó a la mayoría por no reconocer a las personas homosexuales como una clase sospechosa que necesita protección contra la discriminación. Descartó la opinión mayoritaria de que los gays y las lesbianas tienen poder político y no deberían ser vistos como parte de esa clase.
Evan Wolfson, fundador del Freedom to Marry, dijo que la decisión era "profundamente errónea" porque la mayoría de 4 a 3 no respondió a la pregunta de cómo negar el matrimonio igualitario afectaba la capacidad de las parejas heterosexuales para procrear. El president de Human Rights Campaign, Joe Solmonese, calificó la decisión como un "revés" y Ken Choe, el abogado de la ACLU que argumentó en nombre de los demandantes, expresó su esperanza de que, a diferencia de la mayoría de los jueces, la Asamblea General pudiera ver "que las parejas de lesbianas y gays formen relaciones comprometidas y familias amorosas al igual que las parejas heterosexuales":

Tenemos la esperanza de que, a diferencia del tribunal, la legislatura vea que a los homosexuales y lesbianas de Maryland no se les debe excluir de los cientos de protecciones importantes que vienen con el matrimonio simplemente porque la persona que aman es una persona del mismo sexo.

## Reconocimiento de matrimonios fuera del estado

### Opinión de Gansler
El senador estatal Richard Madaleno solicitó en 2009 que el fiscal general Doug Gansler respondiera la pregunta de si los matrimonios entre personas del mismo sexo podrían ser reconocidos por el estado. En febrero de 2010, Gansler emitió una opinión después de un análisis de nueve meses de las leyes estatales, estableciendo que los matrimonios válidos entre personas del mismo sexo celebrados en estados que permiten el matrimonio igualitario podrían ser reconocidos bajo la ley de Maryland. Gansler afirmó que la opinión no era vinculante para los tribunales y que las agencias estatales podrían comenzar de inmediato a reconocer los matrimonios igualitarios fuera del estado. Dijo que esperaba que la opinión fuera rápidamente impugnada ante los tribunales.
El dictamen generó reacciones negativas de algunos republicanos, demócratas socialmente conservadores y varios legisladores afroestadounidenses, incluyendo a los delegados Emmett C. Burns Jr. y Don Dwyer, quienes se manifestaron en contra del dictamen y prometieron iniciar un proceso de destitución contra Gansler. "No le corresponde al fiscal general, y por eso presentaré cargos de destitución", declaró Dwyer en un comunicado donde describió al fiscal general como usurpador de la ley. Los arzobispos católicos de Washington y Baltimore y el obispo de Wilmington también expresaron una "fuerte excepción" a la decisión.

### Port v. Cowan
El reconocimiento de los matrimonios igualitarios de otros estados se convirtió en un precedente cuando el Tribunal de Apelaciones dictó sentencia en un caso del condado de Prince George en mayo de 2012. A la pareja, dos mujeres que se habían casado legalmente en California, el tribunal de circuito les había negado el divorcio. El 18 de mayo de 2012, el Tribunal de Apelaciones publicó un fallo unánime en Port v. Cowan que validó el matrimonio de Jessica Port y Virginia Cowan porque decía que "ninguna decisión viable del Tribunal había considerado que un matrimonio extranjero válido fuera "repugnante", incluso si el matrimonio fuera nulo o punible como delito si se hubiera celebrado en Maryland. La opinión citó conflictos que surgieron de decisiones en los condados de Anne Arundel y Saint Mary donde se concedieron las peticiones de divorcio de dos parejas del mismo sexo, y otro caso en Baltimore donde se les denegó. La decisión del tribunal se basó en el uso tradicional por parte del estado de la doctrina de cortesía del derecho consuetudinario, que especifica que Maryland "dará efecto a las leyes y decisiones judiciales de otro estado o jurisdicción, no como una cuestión de obligación, sino por deferencia y respeto".

## Acción legislativa

### Proyectos de ley tempranos y uniones de hecho
Después de que el Tribunal de Apelaciones confirmó la prohibición legal del matrimonio igualitario en 2007, la senadora estatal Gwendolyn Britt de Landover Hills, junto con los delegados Víctor R. Ramírez y Ben Barnes, buscaron patrocinar un proyecto de ley sobre el matrimonio en la Asamblea General. El 12 de enero de 2008, Britt murió de insuficiencia cardíaca. El director ejecutivo de Equality Maryland, Dan Furmansky, quien originalmente se acercó a Britt para patrocinar la legislación, dijo que su muerte fue una "pérdida devastadora, pero las luchas por los derechos civiles son más grandes que cualquier persona, y mientras nuestra lucha por la igualdad en Maryland continúa, su espíritu estará con nosotros". El 25 de enero de 2008 se presentó ante la Cámara de Delegados la Ley de Libertad Religiosa y Protección del Matrimonio Civil. La versión del proyecto de ley en el Senado fue presentada por los senadores Richard Madaleno y Jamie Raskin el mismo día. Los defensores realizaron una manifestación en apoyo del proyecto de ley el 11 de febrero de 2008, pero finalmente fracasó en el comité, junto con una prohibición constitucional introducida por Don Dwyer.
Aunque los primeros esfuerzos para legalizar el matrimonio igualitario fracasaron, la Asamblea General aprobó dos leyes en 2008 que otorgan a todas las parejas no casadas ciertos derechos de unión libre, incluida la capacidad de hacer visitas a hospitales y hogares de ancianos, tomar decisiones al final de la vida y tomar otras decisiones médicas, así como derechos a la propiedad conjunta. Las parejas de hecho deben tener al menos 18 años de edad y ser capaces de proporcionar una declaración jurada que dé fe de su relación junto con dos documentos, como cuentas corrientes conjuntas, hipotecas o alquileres de automóviles, cobertura de pólizas de seguro de salud o la designación como beneficiario principal en un testamento. Las leyes entraron en vigor el 1 de julio de 2008.

### Ley de Protección del Matrimonio Civil

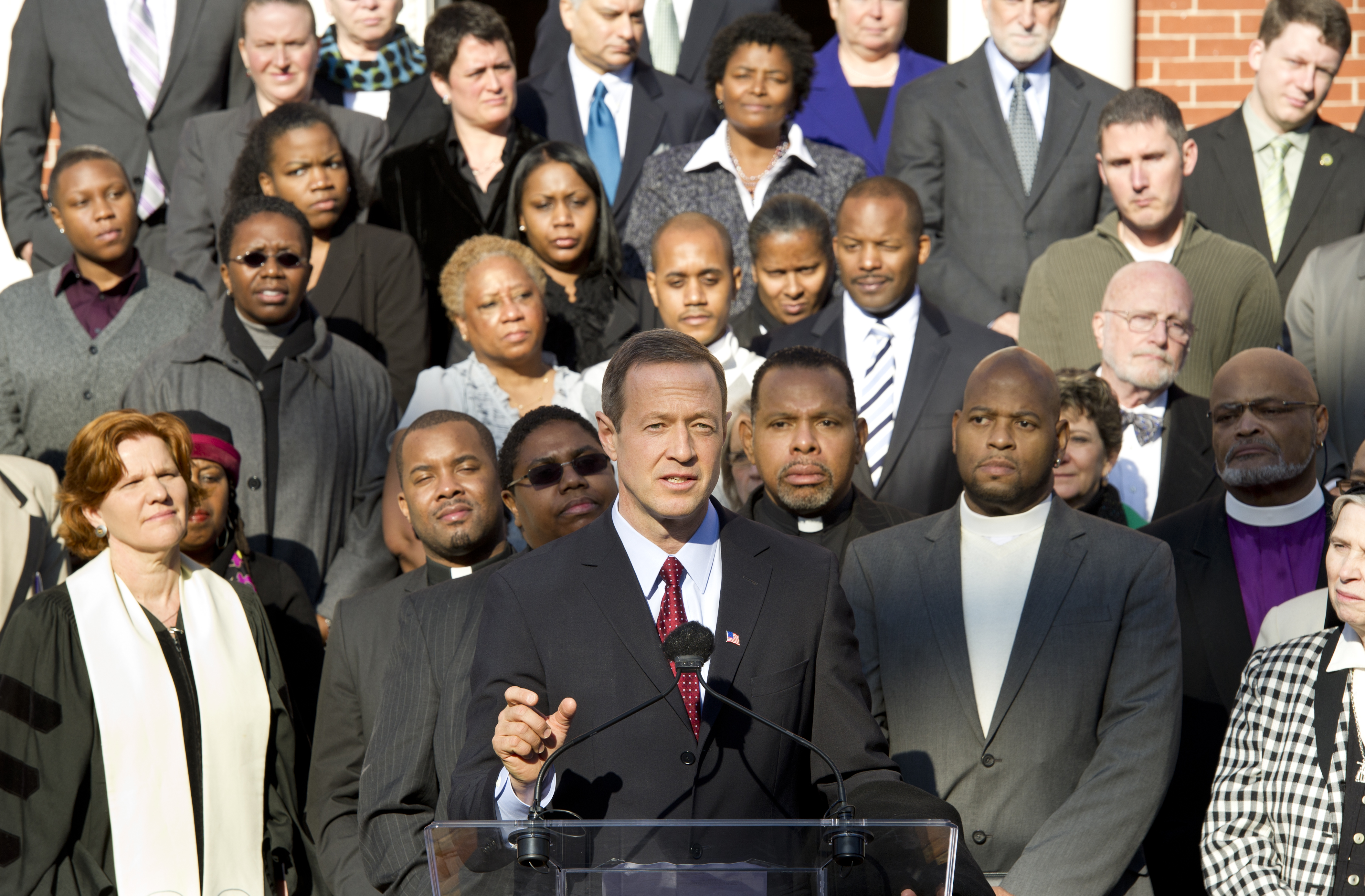
El gobernador Martin O'Malley con sus partidarios en una conferencia de prensa sobre la igualdad matrimonial en Annapolis.

#### Primera introducción y rechazo
La Asamblea General consideró por primera vez la Ley de Protección del Matrimonio Civil en 2011. El gobernador Martin O'Malley declaró que firmaría el proyecto de ley, a pesar de las insistencias del arzobispo de Baltimore, Edwin Frederick O'Brien, quien le pidió que "resistiese las presiones para hacerlo". O'Malley afirmó: «He llegado a la conclusión de que discriminar a las personas por su orientación sexual en el contexto de los derechos matrimoniales civiles es injusto. También he llegado a la conclusión de que tratar a los hijos de familias encabezadas por parejas del mismo sexo con menos protección legal que a los hijos de familias encabezadas por padres heterosexuales también es injusto». El 24 de febrero de 2011, el Senado, que se consideraba el mayor obstáculo para la aprobación, aprobó el proyecto de ley en una votación de 25 a 21. La Cámara de Delegados resultó ser un desafío, donde los defensores del matrimonio igualitario lucharon por obtener el apoyo de los conservadores sociales del condado de Prince George, el sur de Maryland y los suburbios de Baltimore, quienes citaron preocupaciones religiosas.
El debate puso de relieve los desacuerdos entre legisladores abiertamente homosexuales y algunos legisladores negros sobre si el matrimonio igualitario es una cuestión de derechos civiles. El delegado Emmett C. Burns, Jr. dijo: "Si quieren comparar el matrimonio entre personas del mismo sexo con los derechos civiles tal como los conozco, muéstreme el Ku Klux Klan que invadió su casa". El delegado Keiffer J. Mitchell, Jr., nieto del cabildero jefe de la NAACP Clarence M. Mitchell Jr. dijo: "Es un problema de derechos civiles cuando nosotros, como estado y gobierno, negamos la protección igualitaria ante la ley". Varios delegados que originalmente copatrocinaron el proyecto de ley comenzaron a expresar dudas después de ser presionados por electores que asistían a la iglesia, incluidos Sam Arora y Tiffany Alston, quienes retrasaron la votación del proyecto de ley en el comité de la Cámara al saltarse la sesión de votación.  El proyecto de ley fue aprobado por el comité después de que su presidente, que rara vez vota en el comité, votara a favor. El grupo parlamentario de la mayoría de la Cámara se opuso al proyecto de ley. A pesar de las súplicas de los legisladores homosexuales, la Cámara de Delegados votó para devolver el proyecto de ley al comité el 11 de marzo de 2011 y no lo reconsideraría antes de enero de 2012.

#### Aprobación y referéndum
|  | Sí 60–70% 50–60% | No 70–80% 60–70% 50–60% |

Resultados de la Pregunta 6 (2012) por condado
Sí
60–70%
50–60%
No
70–80%
60–70%
50–60%

La Ley de Protección del Matrimonio Civil fue reintroducida a la Asamblea General el 23 de enero de 2012. La nueva versión del proyecto de ley contenía disposiciones que protegen más explícitamente a los líderes religiosos, las instituciones y sus programas de acciones legales si se niegan a oficiar o proporcionar instalaciones para un matrimonio o una pareja del mismo sexo como una cuestión de su doctrina. Durante el proceso legislativo, varias figuras políticas de alto perfil intentaron persuadir a los legisladores para que votaran a favor del proyecto de ley, incluido el expresidente Bill Clinton, el exvicepresidente Dick Cheney, Terry McAuliffe y Ken Mehlman. La Cámara de Delegados aprobó el proyecto de ley con una votación de 72 a 67 el 17 de febrero de 2012 y el Senado lo aprobó con una votación de 25 a 22 el 23 de febrero de 2012. Para asegurar el apoyo de algunos legisladores que deseaban someter la ley a referéndum público, el proyecto de ley fue modificado para que entrara en vigor el 1 de enero de 2013.
| Afiliación política | Votado por | Votó en contra | Ausente (No votó)                    |
| ------------------- | --- | --- | ------------------------------------ |
| Partido Demócrata   | 70Tiffany T. Alston Curt Anderson Charles E. Barkley Ben Barnes Kumar Barve Pamela Beidle Elizabeth Bobo John L. Bohanan Jr. Eric M. Bromwell Michael E. Busch Jon Cardin Alfred C. Carr Jr. Jill P. Carter Galen R. Clagett Luke Clippinger Frank M. Conaway Jr. Bonnie Cullison Kathleen Dumais Brian Feldman William Frick Barbara A. Frush Tawanna P. Gaines James W. Gilchrist Ana Sol Gutierrez Guy Guzzone Peter A. Hammen Hattie N. Harrison Keith E. Haynes Anne Healey Sheila E. Hixson Marvin E. Holmes Jr. James W. Hubbard Tom Hucker Jolene Ivey Adrienne A. Jones Anne Kaiser Ariana Kelly Benjamin F. Kramer Stephen W. Lafferty Susan C. Lee Mary Ann Love Eric Luedtke James E. Malone Jr. Brian K. McHale Maggie McIntosh Aruna Miller Keiffer Mitchell Jr. Heather Mizeur Dan K. Morhaim Peter Murphy Shirley Nathan-Pulliam Doyle Niemann Nathaniel T. Oaks Johnny Olszewski Joseline Peña-Melnyk Shane Pendergrass Kirill Reznik Barbara A. Robinson Shane Robinson Samuel I. Rosenberg Justin Ross Luiz R. S. Simmons Dana Stein Michael G. Summers Shawn Z. Tarrant Frank S. Turner Kris Valderrama Jeff Waldstreicher Mary L. Washington Craig Zucker | 26Sam Arora Talmadge Branch Aisha Braveboy Emmett C. Burns Jr. Rudolph C. Cane Norman Conway Dereck E. Davis Steven J. DeBoy Sr. John P. Donoghue Cheryl Glenn Melony G. Griffith Carolyn J. B. Howard Mary-Dulany James Sally Y. Jameson Kevin Kelly Joseph J. Minnick James E. Proctor Jr. Theodore J. Sophocleus Melvin L. Stukes Geraldine Valentino-Smith Joseph F. Vallario Jr. Michael L. Vaughn Jay Walker Michael H. Weir Jr. C. T. Wilson John F. Wood Jr. | 2David D. Rudolph Veronica L. Turner |
| Partido Republicano | 2Robert A. Costa Wade Kach | 41Kathy Afzali Susan L. M. Aumann Gail H. Bates Wendell Beitzel Joseph C. Boteler III John W. E. Cluster Jr. Don H. Dwyer Jr. Adelaide C. Eckardt Donald B. Elliott Mark N. Fisher William J. Frank Ron George Glen Glass Jeannie Haddaway-Riccio Stephen S. Hershey Jr. Patrick N. Hogan Michael Hough Richard Impallaria Jay Jacobs Nic Kipke Susan W. Krebs Susan K. McComas Tony McConkey Mike McDermott Pat McDonough Herbert H. McMillan Warren E. Miller LeRoy E. Myers Jr. H. Wayne Norman Jr. Tony O'Donnell Charles J. Otto Neil Parrott Justin Ready Steve Schuh Kelly M. Schulz Andrew A. Serafini Michael D. Smigiel Sr. Donna Stifler Nancy R. Stocksdale Kathy Szeliga Cathy Vitale | –                                    |
| Total               | 72 | 67 | 2                                    |
| Total               | | |                                      |

| Afiliación política | Votado por | Votó en contra | Ausente (No votó) |
| ------------------- | --- | --- | ----------------- |
| Partido Demócrata   | 24James Brochin Joan Carter Conway Bill Ferguson Jennie M. Forehand Brian Frosh Robert J. Garagiola Lisa Gladden Verna L. Jones Edward J. Kasemeyer Delores G. Kelley Nancy J. King Kathy Klausmeier Richard Madaleno Roger Manno Nathaniel J. McFadden Karen S. Montgomery Paul G. Pinsky Catherine Pugh Victor R. Ramirez Jamie Raskin James N. Robey James Rosapepe Ronald N. Young Robert Zirkin | 11John Astle Joanne C. Benson Ulysses Currie James E. DeGrange Sr. Roy Dyson James N. Mathias Jr. Thomas M. Middleton Thomas V. Miller Jr. C. Anthony Muse Douglas J. J. Peters Norman R. Stone Jr. | –                 |
| Partido Republicano | 1Allan H. Kittleman | 11David R. Brinkley Richard F. Colburn George C. Edwards Joseph M. Getty Barry Glassman Nancy Jacobs J. B. Jennings E. J. Pipkin Edward R. Reilly Christopher B. Shank Bryan Simonaire              | –                 |
| Total               | 25 | 22 | 0                 |
| Total               | | |                   |

El gobernador O'Malley firmó el proyecto de ley el 1 de marzo de 2012. En junio de 2012, los partidarios del referéndum presentaron 109.313 firmas válidas al Secretario de Estado, John P. McDonough, más de los 55.736 necesarios para una votación en Maryland. El lenguaje de la Pregunta 6 informó a los votantes que la Ley de Protección del Matrimonio Civil permitiría a las parejas del mismo sexo obtener una licencia de matrimonio civil, protegería al clero de tener que realizar alguna ceremonia de matrimonio particular en violación de sus creencias religiosas y afirmaría que cada fe religiosa tiene control exclusivo sobre su propia doctrina teológica con respecto a quién puede casarse dentro de esa fe. El 6 de noviembre de 2012, la medida fue aprobada con el 52,4% de los votos. El 29 de noviembre de 2012, el Procurador General Gansler emitió una opinión legal que establecía que los secretarios judiciales podían aceptar solicitudes de licencias de matrimonio inmediatamente y emitirlas el 6 de diciembre de 2012, siempre que la fecha de vigencia en las licencias especificara el 1 de enero de 2013. 20 de los 23 condados de Maryland y la ciudad de Baltimore optaron por emitir las licencias antes de lo previsto. Entre las primeras parejas en recibir una licencia se encontraban Jessie Weber y Nancy Eddy, quienes recibieron su licencia de matrimonio en el Juzgado Clarence M. Mitchell Jr. de Baltimore. "Es importante desde un punto de vista legal contar con las protecciones del matrimonio. Pero aún más, es una afirmación ser reconocidos por el estado. Nuestra ceremonia fue con nuestra comunidad, nuestra familia, nuestros amigos, pero esto se siente como estar con todo el estado. Así que esto es realmente especial", dijo Weber. Los primeros matrimonios se solemnizaron el martes 1 de enero de 2013. La alcaldesa de Baltimore, Stephanie Rawlings-Blake, casó a seis parejas en el Ayuntamiento de Baltimore ese día.
Los estatutos de Maryland ahora establecen lo siguiente:

Sólo un matrimonio entre dos personas que no tengan prohibido casarse de otra manera es válido en este Estado.  [Código MD Fam L § 2-201 (2013)]

## Impacto económico
Un estudio de la Universidad de California en Los Ángeles estimó en 2007 que extender los derechos matrimoniales a las parejas del mismo sexo resultaría en una ganancia neta de aproximadamente 3,2 millones de dólares cada año para el presupuesto estatal. El estudio se basó en datos de la Oficina del Censo de EE. UU. y de informes estadísticos de Maryland. La ganancia es atribuible a ahorros en gastos en programas de beneficios públicos sujetos a prueba de medios y a un aumento en los ingresos por impuestos a las ventas y al alojamiento provenientes de bodas y turismo relacionado con bodas.
Otro estudio del Instituto Williams realizado en febrero de 2012 estimó que en los primeros tres años de legalización, las parejas del mismo sexo de Maryland generarían entre 40 y 64 millones de dólares para la economía del estado, además de los ingresos que las parejas de otros estados aportan. Varias docenas de pequeños empleadores en el estado también han dicho que el matrimonio igualitario sería bueno para sus negocios, ayudando a atraer y retener talento.

## Opinión pública
| Fuente de la encuesta                    | Fechas de administración                 | Tamaño de la muestra     | Margen de error | Apoyo | Oposición | No lo sé/se negó |
| ---------------------------------------- | ---------------------------------------- | ------------------------ | --------------- | ----- | --------- | ---------------- |
| Public Religion Research Institute       | 9 de marzo – 7 de diciembre de 2023      | 375 adultos              | ?               | 71%   | 27%       | 2%               |
| Public Religion Research Institute       | 11 de marzo – 14 de diciembre de 2022    | ?                        | ?               | 71%   | 26%       | 3%               |
| Public Religion Research Institute       | 8 de marzo – 9 de noviembre de 2021      | ?                        | ?               | 75%   | 25%       | >0.5%            |
| Public Religion Research Institute       | 7 de enero – 20 de diciembre de 2020     | 1037 adultos             | ?               | 68%   | 29%       | 3%               |
| Public Religion Research Institute       | 5 de abril – 23 de diciembre de 2017     | 1220 adultos             | ?               | 66%   | 25%       | 9%               |
| Public Religion Research Institute       | 18 de mayo de 2016 – 10 de enero de 2017 | 1727 adultos             | ?               | 59%   | 32%       | 9%               |
| Public Religion Research Institute       | 29 de abril de 2015 – 7 de enero de 2016 | 1349 adultos             | ?               | 54%   | 36%       | 10%              |
| Public Religion Research Institute       | 2 de abril de 2014 – 4 de enero de 2015  | 975 adultos              | ?               | 56%   | 37%       | 7%               |
| The Washington Post                      | 11 al 15 de octubre de 2012              | 1106 votantes probables  | ± 3.5%          | 52%   | 43%       | 5%               |
| Public Policy Polling                    | 14 al 21 de mayo de 2012                 | 852 votantes probables   | ± 3.5%          | 52%   | 39%       | 9%               |
| Public Policy Polling                    | 5 al 7 de marzo de 2012                  | 600 adultos              | ± 3.5%          | 52%   | 44%       | 4%               |
| The Washington Post                      | 23 al 26 de enero de 2012                | 1064 adultos             | ± 3.5%          | 50%   | 44%       | 6%               |
| Gonzales Research & Marketing Strategies | 9 al 15 de enero de 2012                 | 808 votantes registrados | ± 3.5%          | 49%   | 47%       | 4%               |
| Gonzales Research & Marketing Strategies | 13 al 19 de enero de 2011                | 802 registered voters    | ± 3.5%          | 51%   | 44%       | 5%               |
| Grove Insight                            | 12 al 16 de enero de 2011                | 700 votantes registrados | ± 3.7%          | 49%   | 41%       | 10%              |